# Bagniewo (Szarłata)
Bagniewo, dodatkowa nazwa w j. kaszubskim Bagniewò (historycznie kaszub. Diôblé Błoto, niem. Teufelsbruch)  – część wsi Szarłata w Polsce, położona w województwie pomorskim, w powiecie kartuskim, w gminie Przodkowo.
Bagniewo położone jest na Kaszubach na obszarze Pojezierza Kaszubskiego.
Osada ma poświadczenia źródłowe dopiero z początku XIX w. w formie Divelsbrok. Jest to forma dolnoniemiecka od rzeczownika Divel 'diabeł' i Brok 'bagno'. W postaci ogólnoniemieckiej oraz urzędowej pruskiej realizowana była jako Teufelsbruch. Nazwa ta jest wtórnym tłumaczeniem pierwotnej nazwy kaszubskiej Diôblé Błoto, wciąż jeszcze używanej w lokalnej kaszubszczyźnie. Polska nazwa Bagniewo pojawiła się po 1920 r., w czasach II Rzeczpospolitej.
W roku 1885 było w osadzie 13 domów i 79 mieszkańców. 
W latach 1975–1998 Bagniewo administracyjnie należało do województwa gdańskiego.